# غليبوفسكيي (مدينة)
غليبوفسكيي (بالروسية: Глебовский) هي مدينة في مقاطعة موسكو أوبلاست في روسيا.